# 大里什尼夫卡
50°5′21″N 27°12′11″E / 50.08917°N 27.20306°E
大里什尼夫卡（烏克蘭語：Велика Рішнівка），是烏克蘭的村落，位於該國西部赫梅利尼茨基州，由舍佩蒂夫卡區負責管轄，始建於1593年，面積158平方公里，海拔高度258米，2001年人口574，人口密度每平方公里3,632.9人。